# Myrmobiota frosti
Myrmobiota frosti är en skalbaggsart som först beskrevs av Thomas Casey 1911.  Myrmobiota frosti ingår i släktet Myrmobiota och familjen kortvingar. Inga underarter finns listade i Catalogue of Life.